# Ardennes
Ardennes (phát âm tiếng Pháp: [aʁdɛn]) là một tỉnh của Pháp, thuộc vùng hành chính Grand Est, tỉnh lỵ Charleville-Mézières, bao gồm 3 quận với các quận lỵ còn lại là: Rethel, Sedan, Vouziers.